# Lista de vice-governadores da Bahia
Esta é uma lista de vice-governadores da Bahia, estado da República Federativa do Brasil.
Abaixo vice-governadores da Bahia estão elencados.
| N°                                           | Vice-governador                         | Imagem                                  | Partido                                 | Partido                                          | Governador                              | Início do Mandato                              | Fim do Mandato                               | Notas | Ref.                                    |
| Quarta República Brasileira (1945-1964)      | Quarta República Brasileira (1945-1964) | Quarta República Brasileira (1945-1964) | Quarta República Brasileira (1945-1964) | Quarta República Brasileira (1945-1964)          | Quarta República Brasileira (1945-1964) | Quarta República Brasileira (1945-1964)        | Quarta República Brasileira (1945-1964)      | Quarta República Brasileira (1945-1964) | Quarta República Brasileira (1945-1964) |
| -------------------------------------------- | --------------------------------------- | --------------------------------------- | --------------------------------------- | ------------------------------------------------ | --------------------------------------- | ---------------------------------------------- | -------------------------------------------- | --- | --------------------------------------- |
| 1°                                           | Orlando Moscoso                         |                                         |                                         | Partido Republicano PR                           | Juracy Magalhães (UDN)                  | 7 de abril de 1959                             | 7 de abril de 1963                           | Vice-governador eleito em sufrágio universal |                                         |
| 1°                                           | Orlando Moscoso                         |                                         | Partido Social Democrático PSD          | Antônio Lomanto Jr (PL)                          | 7 de abril de 1963                      | 15 de março de 1967                            | Vice-governador eleito em sufrágio universal | |                                         |
| Quinta República Brasileira (1964-1985)      |                                         |                                         |                                         |                                                  |                                         |                                                |                                              | |                                         |
| 2°                                           | Jutahy Magalhães                        |                                         |                                         | Aliança Renovadora Nacional ARENA                | Luiz Viana Filho (ARENA)                | 15 de março de 1967                            | 15 de março de 1971                          | Governador eleito pela Assembléia Legislativa |                                         |
| 3°                                           | Menandro Minahim                        |                                         |                                         | Aliança Renovadora Nacional ARENA                | Antônio Carlos Magalhães (ARENA)        | 15 de março de 1971                            | 15 de março de 1975                          | Governador eleito pela Assembléia Legislativa |                                         |
| 4°                                           | Edvaldo Brandão Correia                 |                                         |                                         | Aliança Renovadora Nacional ARENA                | Roberto Santos (ARENA)                  | 15 de março de 1975                            | 15 de março de 1979                          | Governador eleito pela Assembléia Legislativa |                                         |
| 5°                                           | Luís Viana Neto                         |                                         |                                         | Partido Democrático Social PDS                   | Antônio Carlos Magalhães (PDS)          | 15 de março de 1979                            | 15 de março de 1983                          | Governador eleito pela Assembléia Legislativa | [ 1 ]                                   |
| 6°                                           | Edvaldo de Oliveira Flores              |                                         |                                         | Partido Democrático Social PDS                   | João Durval Carneiro (PDS)              | 15 de março de 1983                            | 15 de março de 1987                          | Vice-governador eleito em sufrágio universal. | [ 2 ]                                   |
| Sexta República Brasileira (1985-atualidade) |                                         |                                         |                                         |                                                  |                                         |                                                |                                              | |                                         |
| 7°                                           | Nilo Coelho                             |                                         |                                         | Partido do Movimento Democrático Brasileiro PMDB | Waldir Pires (PMDB)                     | 15 de março de 1987                            | 14 de maio de 1989                           | Vice-governador eleito em sufrágio universal. | [ 3 ]                                   |
| -                                            | Cargo Vago                              | Cargo Vago                              | Cargo Vago                              | Cargo Vago                                       | Nilo Coelho (PMDB)                      | 14 de maio de 1989                             | 15 de março de 1991                          | Vice-governador eleito no cargo de governador, assumiu o mandato após a renúncia do titular Waldir Pires para concorrer a Vice-presidência da república na Eleição presidencial de 1989. |                                         |
| 8°                                           | Paulo Souto                             |                                         |                                         | Partido da Frente Liberal PFL                    | Antônio Carlos Magalhães (PFL)          | 15 de março de 1991                            | 2 de abril de 1994                           | Vice-governador eleito em sufrágio universal, renunciou ao mandato junto ao governador                                                                                                   | [ 4 ]                                   |
| -                                            | Cargo Vago                              | Cargo Vago                              | Cargo Vago                              | Cargo Vago                                       | Ruy Trindade (Sem Partido)              | 2 de abril de 1994                             | 2 de maio de 1994                            | Vacância do cargo, Presidente do TJ-BA no cargo de titular |                                         |
| 9°                                           | Rosalvo Barbosa Romeo                   |                                         |                                         | Partido da Frente Liberal PFL                    | Antônio Imbassahy (PFL)                 | 2 de maio de 1994                              | 1º de janeiro de 1995                        | Eleito indiretamente em 1994 para completar o período governamental. | [ 5 ]                                   |
| 10°                                          | César Borges                            |                                         |                                         | Partido da Frente Liberal PFL                    | Paulo Souto (PFL)                       | 1° de janeiro de 1995                          | 4 de abril de 1998                           | Vice-governador eleito em sufrágio universal | [ 6 ]                                   |
| -                                            | Cargo Vago                              | Cargo Vago                              | Cargo Vago                              | Cargo Vago                                       | César Borges (PFL)                      | 5 de abril de 1998                             | 1º de janeiro de 1999                        | Vice-governador eleito no cargo de governador, assumiu o mandato após a renúncia do titular Paulo Souto.                                                                                 |                                         |
| 11°                                          | Otto Alencar                            |                                         |                                         | Partido Liberal PL                               | César Borges (PFL)                      | 1º de janeiro de 1999                          | 5 de abril de 2002                           | Vice-governador eleito em sufrágio universal |                                         |
| -                                            | Cargo Vago                              | Cargo Vago                              | Cargo Vago                              | Cargo Vago                                       | Otto Alencar (PL)                       | 5 de abril de 2002                             | 1º de janeiro de 2003                        | Vice-governador eleito no cargo de governador, assumiu o mandato após a renúncia do titular César Borges.                                                                                |                                         |
| 12°                                          | Eraldo Tinoco Melo                      |                                         |                                         | Partido da Frente Liberal PFL                    | Paulo Souto (PFL)                       | 1º de janeiro de 2003                          | 1º de janeiro de 2007                        | Vice-governador eleito em sufrágio universal | [ 7 ]                                   |
| 13°                                          | Edmundo Pereira Santos                  |                                         |                                         | Partido do Movimento Democrático Brasileiro PMDB | Jaques Wagner (PT)                      | 1º de janeiro de 2007                          | 1º de janeiro de 2011                        | Vice-governador eleito em sufrágio universal | [ 8 ]                                   |
| 14°                                          | Otto Alencar                            |                                         |                                         | Progressistas PP                                 | Jaques Wagner (PT)                      | 1º de janeiro de 2011                          | 1º de janeiro de 2015                        | Vice-governador eleito em sufrágio universal | [ 9 ]                                   |
| 15°                                          | João Leão                               |                                         |                                         | Progressistas PP                                 | Rui Costa (PT)                          | 1º de janeiro de 2015                          | 1º de janeiro de 2019                        | Vice-governador eleito em sufrágio universal | [ 10 ]                                  |
| 15°                                          | João Leão                               | 1º de janeiro de 2019                   | 1º de janeiro de 2023                   | Progressistas PP                                 | Rui Costa (PT)                          | Vice-governador reeleito em sufrágio universal | [ 11 ] [ 10 ]                                | |                                         |
| 16°                                          | Geraldo Júnior                          |                                         |                                         | Movimento Democrático Brasileiro MDB             | Jerônimo Rodrigues (PT)                 | 1º de janeiro de 2023                          | Atualidade                                   | Vice-governador eleito em sufrágio universal | [ 12 ]                                  |